# Gabrielius Landsbergis

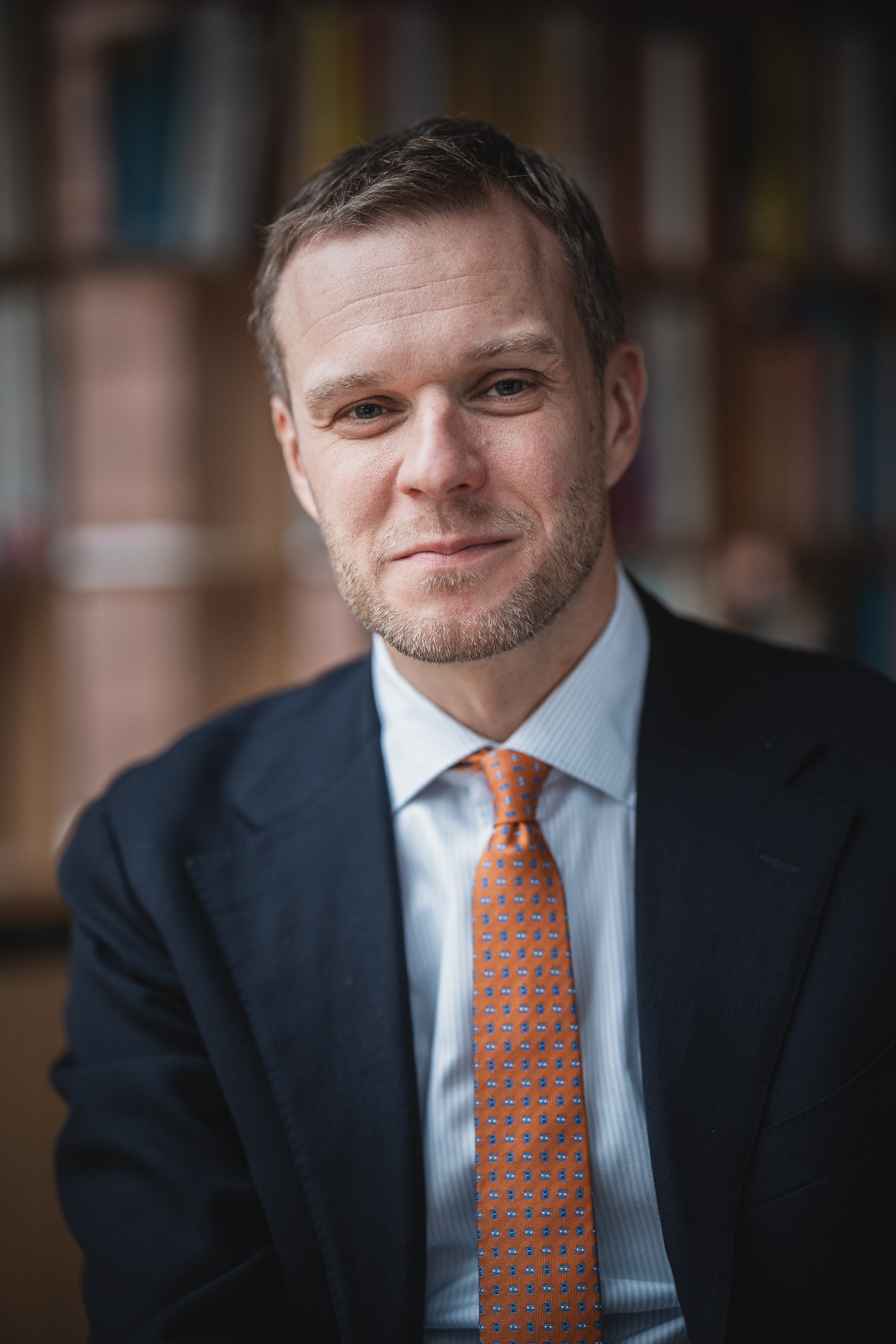
Gabrielius Landsbergis

Gabrielius Landsbergis (*  7. Januar 1982 in Vilnius, Litauische SSR, Sowjetunion) ist ein litauischer konservativer Politiker. Von 2020 bis 2024 war er Außenminister Litauens, von 2016 bis 2024 Seimas-Mitglied, von 2015 bis 2024 TS-LKD-Parteivorsitzender, von 2014 bis 2016 Mitglied des Europäischen Parlaments.

## Leben
Nach dem Abitur an der Sekundarschule Antakalnis  absolvierte Gabrielius Landsbergis 2003 ein Bachelorstudium an der Geschichtsfakultät und 2005 ein Masterstudium am Institut für internationale Beziehungen und Politikwissenschaften der Universität Vilnius. Danach arbeitete er als Berater in der Abteilung für auswärtige und Europaangelegenheiten der Regierungskanzlei der Republik Litauen.
Gabrielius Landsbergis ist Mitglied der konservativen TS-LKD. Er setzt sich vehement für den EU-Beitritt Georgiens, der Ukraine und Moldawiens und für Sanktionen gegen Russland ein. Bei der Europawahl 2014 wurde Landsbergis ins Europaparlament gewählt. 2016 legte er das Mandat nieder und nahm als Spitzenkandidat der TS-LKD-Liste an der Parlamentswahl 2016 teil. Von November 2016 bis November 2024 war er Mitglied im Seimas. Bis März 2019 war er auch Oppositionsführer. Von 2020 bis 2024 war er Außenminister im Kabinett Šimonytė unter der Leitung von Ingrida Šimonytė.
2022 wurde er mit dem Verdienstorden der Ukraine vom ukrainischen Präsidenten Wolodymyr Selenskyj ausgezeichnet. 2025 erhielt er den Weltwirtschaftlichen Preis.
Gabrielius Landsbergis spricht Litauisch, Englisch, Französisch und Russisch.

## Familie
Sein Großvater ist Vytautas Landsbergis (* 1932), das erste Staatsoberhaupt Litauens nach der Wiedererlangung der Unabhängigkeit 1990. Seine Großmutter war die Pianistin und Professorin Gražina Ručytė-Landsbergienė (1930–2020). Sein Vater ist Vytautas V. Landsbergis (* 1962), ein Regisseur und Autor.
Gabrielius Landsbergis ist verheiratet. Seine Frau Austėja Landsbergienė (* 1977) ist eine promovierte Bildungsmanagerin, Gründerin eines Kindergartens und Direktorin des litauischen Vorschulbildungsunternehmens UAB „Vaikystės sodas“. Sie haben zwei Söhne und zwei Töchter.